# Riccardo Greco
Riccardo Greco (* 15. November 1987 in Hachenburg) ist ein deutscher Musicaldarsteller.

## Leben
Riccardo Greco wurde 1987 in Hachenburg im Westerwald geboren. Er begann bereits im Kindesalter, Unterricht in Gesang, Tanz und Schauspiel zu nehmen. In seiner Schulzeit sang er in einer Rockband, einem Chor und war Leadsänger einer Big Band. Mit 12 Jahren wurde er Mitglied eines Musicalvereins im Westerwald. Dort trat er in Stücken wie Grease, Fame und Miss Saigon auf. Mit 13 Jahren machte er eine Grundausbildung zum Musicaldarsteller an der rheinland-pfälzischen Akademie für Musik, Tanz und Theater in Mendig.
2002 ging Greco als Solist mit einer Musicalgala auf Tournee durch Paris, Brüssel, London und Irland. Mit 15 Jahren begann er seine Ausbildung zum Musicaldarsteller an der Stage & Musical School Frankfurt. Nach seiner bestandenen Bühnenzwischenprüfung bekam er einen Ausbildungsplatz an der Joop van den Ende Academy in Hamburg. Dort war er Stipendiat von Perrin Manzer Allen. Aufgrund seines ersten Engagements in Mamma Mia! („Ensemble“, Cover „Sky“) war es ihm möglich, seinen Abschluss ein Jahr vorzuziehen.
2007 war Greco Finalist im Bundeswettbewerb Gesang. 2008 nahm er an der Sat.1-Castingshow Ich Tarzan. Du Jane! teil, wo er es unter die letzten fünf für die Erstbesetzung der Rolle Tarzan schaffte. 2010 spielte Greco als Solist und Cover Alfred im Musical Tanz der Vampire von Roman Polański im Palladium Theater Stuttgart. 2011/12 war er bei der Grease-Tour als 1. Cast Kenickie und Cover Danny zu sehen. Seit Juli 2012 ist er in Wien, zunächst als Swing Eddie Fritzinger, TJ und Erkan bei Sister Act im Ronacher. Von 2012 bis 2014 spielte er Maximilian von Mexico und Cover Luigi Lucheni im Musical Elisabeth im Raimund Theater. 2014 spielte er den Junger Alfred Ill im Musical Der Besuch der alten Dame im Ronacher.
Seit September 2014 ist er Mitglied des Musicalesembles des Landestheaters Linz und verkörperte einige große Rollen, u. a. die Titelrollen in The Who's Tommy und Hedwig and the Angry Inch und Sam in der deutschsprachigen Erstaufführung von Ghost – Nachricht von Sam. Von Oktober 2018 bis 13. Januar 2019 spielt er diese Rolle auch im Operettenhaus in Hamburg und ab November 2019 im Palladium Theater in Stuttgart. 2022–2023 spielte er in Köln die Rolle des Christian im Moulin Rouge! (Musical).
Greco nahm 2011 an der zweiten Staffel von X Factor teil.

## Rollen
- 2007–2008: Mamma Mia! („Ensemble“, Cover „Sky“),  „Premierencast“ Theater am Potsdamer Platz in Berlin
- 2008–2010: Tanz der Vampire („Nightmare Solo II“, Cover „Alfred“, „Ensemble“), Metronom Theater in Oberhausen
- 2010–2010: Tanz der Vampire („Nightmare Solo II“, Cover „Alfred“, „Ensemble“), Palladium Theater in Stuttgart
- 2010–2011: Grease (als „Kenickie“, Alternate „Danny“), Tourproduktion in Düsseldorf, Bremen, Frankfurt, München und Berlin
- 2011–2012: Sister Act (als Swing, Cover „Eddie Fritzinger“, „TJ“, „Erkan“), Ronacher, Vereinigte Bühnen Wien
- 2012: Jesus Christ Superstar („Simon“/„Petrus“), Ronacher, Vereinigte Bühnen Wien
- 2012–2014: Elisabeth („Maximilian von Mexico“'/Cover „Luigi Lucheni“), Raimund Theater, Vereinigte Bühnen Wien
- 2013: Xanadu („Sonny Malone“), Musicalsommer Amstetten, Österreich
- 2014: Der Besuch der alten Dame („Junger Alfred Ill“), Ronacher, Vereinigte Bühnen Wien
- 2014: Flashdance – Das Musical („Nick“), Musicalsommer Amstetten, Österreich
- 2014: Les Misérables („Enjolras“), And the World Goes ’Round, Company und Tommy, Landestheater Linz, Musicalensemble
- 2015: Tommy („Tommy“), Hedwig and the Angry Inch („Hedwig“), Singin’ in the Rain, Landestheater Linz, Musicalensemble
- 2015: Saturday Night Fever („Monty“), Musicalsommer Amstetten Österreich
- 2016: Grand Hotel, Into the Woods („Rapunzels Prinz/Wolf“), In 80 Tagen um die Welt oder Wie viele Oper passen in ein Musical? („Punch“), The Full Monty („Malcom McGregor“), Préludes („Rach“), Landestheater Linz, Musicalensemble
- 2017: Ghost – Nachricht von Sam („Sam“), Hairspray („Edna Turnblad“) Landestheater Linz, Musicalensemble
- 2018: Betty Blue Eyes - Magere Zeiten („Wormold“), Attentäter („Giuseppe Zangara“), Landestheater Linz[9]
- 2018: Ghost - Nachricht von Sam („Sam“), Operettenhaus Hamburg
- 2019: Der Hase mit den Bernsteinaugen („Viktor von Ephrussi“), Landestheater Linz
- 2019: Catch me if you can („Frank W. Abagnale Jr.“), Staatstheater Darmstadt
- 2019–2020: Ghost - Nachricht von Sam („Sam“), Palladium Theater Stuttgart
- 2021–2022: We Will Rock You („Galileo“) Tour Deutschland / Österreich / Schweiz
- Herbst 2022–Frühling 2024: Moulin Rouge! Das Musical („Christian“), Musical Dome, Köln[10]
- Juni 2024: Elisabeth („Luigi Lucheni“), Schloss Schönbrunn
- 2025: @ Julia („Shakespeare“), Operettenhaus Hamburg